# Hirschgröhrkopf
Der Hirschgröhrkopf ist ein Berg auf dem Gebiet der oberbayerischen Gemeinde Schliersee im Landkreis Miesbach. Der Hirschgröhrkopf ist Teil der Schlierseer Berge und somit des Mangfallgebirges und der Bayerischen Voralpen. Zusammen mit Auracher Köpferl und Leitner Nasen bildet der Hirschgröhrkopf das südliche Ende einer Berggruppe östlich des Schliersees, die das Tal der Schlierach vom Leitzachtal trennt.
Der mit Gipfelbuch ausgestattete höchste Punkt ist weitgehend bewaldet und nur weglos erreichbar.